# Carson McCullers

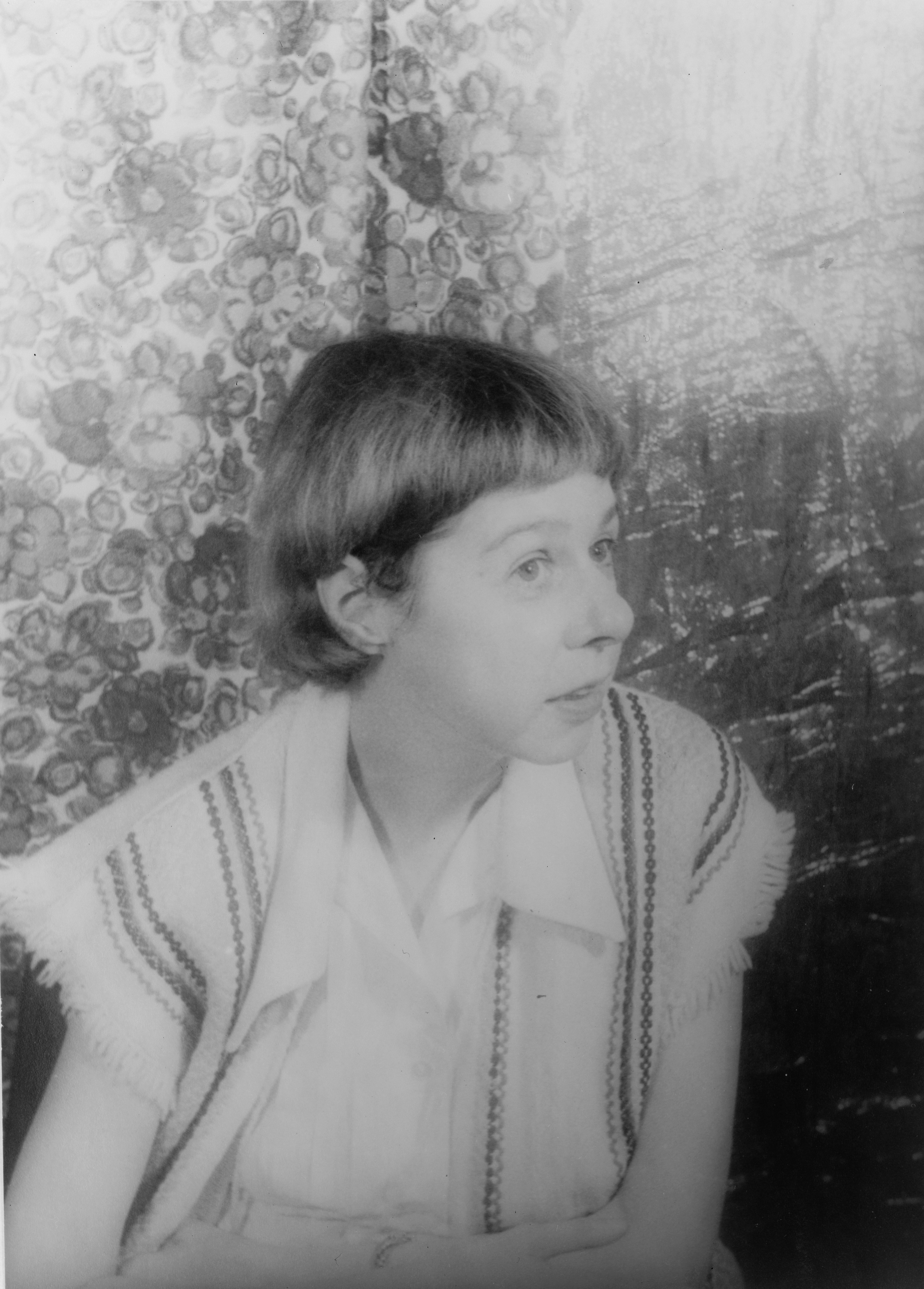
Carson McCullers, gefotografeerd door Carl Van Vechten

Carson McCullers, geboren als Lula Carson Smith (Columbus, Georgia, 19 februari 1917 – Nyack, New York, 29 september 1967) was een Amerikaans schrijfster. Ze schreef fictie waarin de spirituele isolatie van de buitenstaanders in de zuidelijke staten van de VS werd beschreven.

## Leven
Ze groeide op in Georgia. Haar dominante moeder was ervan overtuigd dat ze wereldberoemd zou worden. Vanaf haar tiende jaar studeerde ze vlijtig piano, maar haar droom een groot soliste te worden op de concertpodia ging in rook op door een reumatische aandoening. Ze trok op 17-jarige leeftijd naar New York om daar een cursus creatief schrijven te volgen aan de universiteit. Ze trouwde met James Reeves McCullers in 1937. Dit huwelijk werd al vanaf het begin gekenmerkt door alcoholmisbruik en seksuele ambivalentie. Beiden werden verliefd op dezelfde man, de componist David Diamond.
Na het verschijnen van haar eerste roman The Heart Is a Lonely Hunter in 1940 werd zij door critici bejubeld als een nieuw wonderkind. Voor Reeves was dat een reden om jaloers te zijn op haar schrijverschap. Zij was toen 23 jaar en verhuisde permanent naar New York om daar haar kans als schrijver te wagen. In 1940 ging het echtpaar uit elkaar en in 1941 volgde de officiële scheiding.
In deze periode leerde zij de Zwitserse schrijfster Annemarie Schwarzenbach kennen, aan wie ze haar tweede roman Reflections in a Golden Eye opdroeg. Beide schrijfsters voelden een grote verwantschap, zowel in hun levensloop als in hun visie op het schrijverschap. McCullers' hevige verliefdheid kon de zelf labiele Schwarzenbach niet beantwoorden, maar de beide schrijfsters bleven wel bevriend en onderhielden een correspondentie.
In 1945 trouwde zij opnieuw met James Reeves McCullers. Drie jaar later ondernam zij een zelfmoordpoging. In 1953 probeerde haar echtgenoot haar over te halen om samen met hem zelfmoord te plegen. McCullers verliet hem echter, waarna hij een overdosis slaapmedicatie innam en overleed.
McCullers had een zwakke gezondheid en werd haar hele leven geplaagd door ziekte, met name reuma, longontstekingen en kanker. Uiteindelijk overleed ze in 1967 aan een zware hersenbloeding.

## Werk

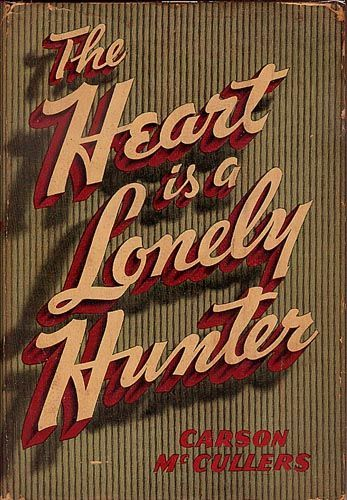
Boekomslag van de eerste druk van The Heart is a Lonely Hunter, 1941

Zij liet een oeuvre na van vijf romans, twee toneelstukken, twintig korte verhalen, een kleine dertig non-fictiestukken, een boek met kinderverzen, een klein aantal gedichten en een onvoltooide autobiografie.Zij wordt nu beschouwd als een van de belangrijkste Amerikaanse schrijvers van de twintigste eeuw, vooral om haar romans The Heart Is a Lonely Hunter, Reflections in a Golden Eye en The Member of the Wedding en de verhalenbundel The Ballad of the Sad Café. Zij werd bekroond voor haar toneelversie van The Member of the Wedding. Haar werk werd hoofdzakelijk gepubliceerd in de periode tussen 1943 en 1950.

## Secundaire literatuur
- (en)  Virginia Spencer Carr: The Lonely Hunter: A Biography of Carson McCullers. University of Georgia Press, 1975.
- (fr)  Jacques Tournier: Retour à Nayack. À la recherche de Carson McCullers. Ed. du Seuil, Paris, 1979.